# Szabolcs Schön
Szabolcs Gergő Schön (Budapest, 27 settembre 2000) è un calciatore ungherese, attaccante del Bolton.

## Caratteristiche tecniche
È un'ala sinistra.

## Carriera

### Club
Cresciuto nel settore giovanile dell'Honvéd, nel 2017 viene acquistato dall'Ajax con cui gioca principalmente nella formazione Under-19, riuscendo comunque ad esordire in Eerste Divisie con il Jong Ajax, nella partita vinto 2-0 contro l'Helmond Sport.
Dopo non avere mai debuttato con la prima squadra dei lancieri, nel gennaio 2019 fa ritorno in patria all'MTK Budapest.
Il 7 aprile 2021 firma per l'FC Dallas.

### Nazionale
Dopo avere rappresentato le selezioni giovanili ungheresi, il 7 maggio 2021 viene chiamato dal ct della nazionale maggiore Marco Rossi che lo inserisce tra i preconvocati in vista degli europei. Confermato nella lista dei 26 finali il 1º giugno seguente, sette giorni dopo esordisce con i magiari nell'amichevole pareggiata 0-0 contro l'Irlanda.

## Statistiche
Statistiche aggiornate al 12 marzo 2021.

### Presenze e reti nei club
| Stagione        | Squadra         | Campionato      | Campionato | Campionato | Coppe nazionali | Coppe nazionali | Coppe nazionali | Coppe continentali | Coppe continentali | Coppe continentali | Altre coppe | Altre coppe | Altre coppe | Totale | Totale | Totale |
| Stagione        | Squadra         | Comp            | Pres       | Reti       | Comp            | Pres            | Reti            | Comp               | Pres               | Reti               | Comp        | Pres        | Reti        | Pres   | Reti   |        |
| --------------- | --------------- | --------------- | ---------- | ---------- | --------------- | --------------- | --------------- | ------------------ | ------------------ | ------------------ | ----------- | ----------- | ----------- | ------ | ------ | ------ |
| 2018-gen. 2019  | Jong Ajax       | 1D              | 1          | 0          |                 | -               | -               |                    | -                  | -                  |             | -           | -           | 1      | 0      |        |
| gen.-giu. 2019  | MTK Budapest    | NB1             | 5          | 0          | CU              | 0               | 0               |                    | -                  | -                  |             | -           | -           | 5      | 0      |        |
| 2019-2020       | MTK Budapest    | NB2             | 17         | 4          | CU              | 5               | 0               |                    | -                  | -                  |             | -           | -           | 23     | 4      |        |
| 2020-2021       | MTK Budapest    | NB1             | 20         | 6          | CU              | 2               | 1               |                    | -                  | -                  |             | -           | -           | 22     | 7      |        |
| Totale carriera | Totale carriera | Totale carriera | 43         | 10         |                 | 7               | 1               |                    | -                  | -                  |             | -           | -           | 50     | 11     |        |

## Palmarès

### Club

#### Competizioni nazionali
- Nemzeti Bajnokság II: 1

MTK Budapest: 2019-2020